# Emile Luijben
Emile Luijben, artiestennaam Master Milo (Baarle-Nassau, 30 december 1982), is een Nederlandse vlogger-youtuber op het gebied van techniek.

## Carrière

### Speedway en Het Sas
Hij startte zijn YouTubekanaal MasterMilo in 2006, toen nog vooral om filmpjes over speedway op te plaatsen. Met een aantal vrienden prepareerden ze in een werkplaats, gelegen in de straat Het Sas, auto's om mee te gaan rijden. Ze noemden zichzelf het SAS-team. Na een tijdje ging de hobby over in het maken van allerlei technische creaties met auto's in plaats van deze op de speedway kapot te rijden. De online filmpjes van deze creaties deden het goed en het aantal kijkers steeg. De bekendste creatie is de RollGolf: een ingekorte Volkswagen Golf II met een externe rolbeugel, zodat de wagen bij hard remmen voorwaarts over de kop rolde en terug op zijn wielen terechtkwam. Het Duitse tv-programma Galileo heeft een item aan de wagen gewijd.

### Brand en nieuwe start
Met het ouder en 'serieuzer' worden verminderden de video's op het kanaal. Er werd wel nog af en toe in de werkplaats gewerkt, maar niet meer voldoende om elke week een video te posten. Op 14 januari 2017 brandde de werkplaats met daarin vele creaties en alle gereedschap af, waarschijnlijk door vonken die ontstaan waren bij laswerkzaamheden van iemand anders die niet bij Luijben hoorde. Zo brandde ook het project af waar men op dat moment al een tijdje mee bezig was en nog geen video over was verschenen: een DiWheel. Later heeft Luijben van een Ford Ka alsnog een DiWheel gemaakt, maar dan wel een stuk minder professioneel dan waar men in de oude werkplaats mee bezig was. De enige overlevende creatie is de Sheriff, een Ford sedan met verstevigde voorbumper om dingen mee kapot te rijden. Veel van de vrienden hielden het daarna voor gezien; Luijben echter greep de kans aan om het kanaal nieuw leven in te blazen en begon opnieuw met knutselen in zijn achtertuin.
Er kwamen weer wekelijkse video's over techniek. Hij maakte onder andere een crossbuggy, maakte video's over de werking van een motor, en maakte uiteindelijk ook een nieuwe RollGolf. Later kwam er ook een wekelijks onderdeel "Nutteloze Experimenten" op de dinsdag, waarbij elke week experimenten werden uitgevoerd op een testauto.
Begin 2018 was Luijben ook te zien in Skelterlab bij NPO ZAPP, waarbij drie teams met kinderen elke week streden met hun skeltercreaties. Luijben hield toezicht op veiligheid en tijdens de eindstrijd mocht hij de voertuigen van de drie teams beoordelen en controleren als "de inspecteur".

### Nieuwe werkplaats, fulltime job en tankrestauratie
Na een tijdje zoeken vond Luijben een nieuwe geschikte werkplaats om verder aan zijn projecten te werken. Hij verhuisde hiervoor terug naar Nederland (voorheen woonde hij over de grens in België) en heeft hij de werkplaats sindsdien in een voormalige champignonkwekerij in Baarle-Nassau. Deze werkplaats is inmiddels flink aangepakt (nieuw dak, muren tussen de verschillende ruimtes eruit gesloopt om één grote hal te creëeren, nieuwe vloer, nieuwe deuren, lucht- en electra aansluitingen). Ondertussen was het kanaal ook populair genoeg geworden om genoeg inkomsten mee te genereren zodat hij het vanaf nu niet meer als weekendhobby hoefde te doen, maar er zijn dagelijkse job van kon maken. Luijben werkte onder meer samen met het Ministerie van Defensie voor een personeelswervingscampagne.
Daarnaast kwam er ook een nieuwe medewerker bij, Dirk, die er eerst als stagiair werkte en later als vaste werkkracht bij het kanaal bleef. Eind 2020 is Dirk weggegaan omdat hij de reisafstand te ver vond.
In 2018 kocht hij een Chinese Type 69-II tank uit Irakese dienst op in Engeland en liet deze overkomen naar Nederland als restauratieproject. Met deze aankoop genereerde hij veel media-aandacht en nieuwe kijkers voor zijn kanaal. Na het arriveren van de tank werd ook een tweede YouTube-kanaal opgericht, werkplaatsvlog, waarop dagelijkse video's van het team in de werkplaats worden geplaatst.
Andere bekende projecten waar hij aan werkt(e) is de restauratie van een GAZ M20 Pobeda, een Ford Rollka DiWheel en een Goalkeeper in de vorm van een aardappelkanon.

## Persoonlijk
Luijben heeft een vriendin, twee kinderen. Zijn hond Diesel figureerde veel in zijn video's maar werd in april 2019 fataal aangereden. Sinds mei 2019 heeft Luijben een nieuwe hond, Luka, die ook in de video's voorkomt.